# Джохансон, Дональд
Дональд Карл Джохансон (род. 28 июня 1943 года, Чикаго, шт. Иллинойс, США) — американский палеоантрополог. Прославился находкой (совместно с Морисом Тайебом и Ивом Коппенсом) скелета австралопитека, известного как «Люси» в районе впадины Данакиль (Эфиопия).

## Биография

### Академическая карьера
Родился в Чикаго, шт. Иллинойс. В 1966 году получил степень бакалавра в Иллинойсском университете в Урбана-Шампейн, в 1970 и 1974 годах — степень магистр и доктора философии в Чикагском университете.
В 1970, 1972 и 1973 годах в качестве палеоантрополога принимал участие в полевых работах в составе Международной исследовательской экспедиции в Омо (Эфиопия). Во время одной из экспедиций он был приглашён французским геологом Морисом Тайебом принять участие в геологических и палеонтологических исследованиях в Афарской котловине. В 1972 году Джохансон, Морис Тайеб, Ив Коппенс и Йон Кэлб посетили Афар, где избрали в качестве места поисков богатые окаменелостями окрестности небольшой деревни Хадар. В 1973 году прибыл в Хадар в качестве соруководителя (совместно с М. Тайебом, И. Коппенсом и Й. Кэлбом) Международной афарской исследовательской экспедиции. Здесь Джохансон сделал все прославившие его палеоантропологические находки, включая хорошо сохранившийся скелет самки австралопитека («Люси», 1974) и захоронение большой группы австралопитеков (AL 333, 1975).
В 1972 году Джохансон начал работу на факультете физической антропологии в Кливлендском музее естественной истории. В 1974 году получил степень доктора философии, защитив диссертацию по зубной системе шимпанзе и получил должность куратора факультета Кливлендского музея.
C 1974 года работал ассистентом, а затем и адъюнкт-профессором антропологии Университета Кейс Вестерн резерв, а также имел звание почётного доктора того же университета. Кроме того, работал адъюнкт-профессором в Кентском государственном университете (шт. Огайо).
В 1981 году он основал Институт происхождения человека (англ. Institute of Human Origins) Беркли, шт. Калифорния, который 1998 году вошёл в Университет штата Аризона. В 2008 году Джохансон получил звание почётного доктора Государственного колледжа Вестфилд (англ. Westfield State College).
В 1985 году группа Джохансона вернулась к исследованиям на Африканском континенте, начав работу в Олдувайском ущелье. В 1986 году член группы Тим Уайт обнаружил скелет Homo habilis возрастом 1,8 млн. лет (OH 62).
С 1983 по 1989 годы занимал должность профессора антропологии в Стэнфордском университете.

### «Люси»

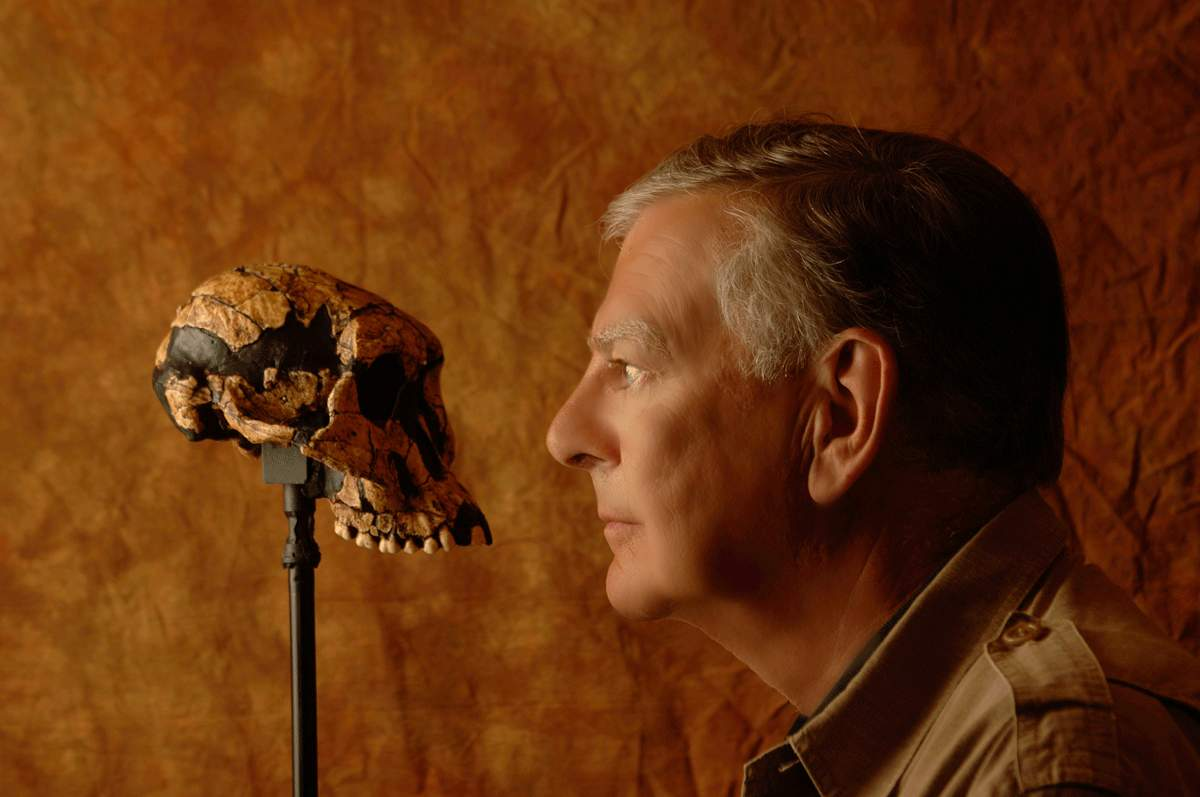
Дональд Джохансон в 2009 году

24 ноября 1974 года Джохансон совершил одно из наиболее значительных открытий в истории палеоантропологии. Во время палеонтологической экспедиции в Хадаре (район впадины Данакиль), осматривая вместе со студентом Томом Греем окрестности лагеря, он случайно обнаружил на склоне оврага окаменевшую кость, оказавшуюся останками гоминида. В тот же день в этом месте были собраны окаменелости, составлявшие 40 % скелета самки австралопитека, который в дальнейшем был классифицирован как австралопитек афарский. В момент, когда кости осматривали в экспедиционном лагере, звучала песня группы «Битлз» «Lucy in the Sky with Diamonds», благодаря чему находка получила своё название.
Люси оказалась прямоходящим гоминидом ростом от 0,90 до 1,05 метра и подтверждала предположение Реймонда Дарта о том, что австралопитеки обладали двуногой походкой. Кроме того, особенности скелета свидетельствовали о том, что Люси была вегетарианкой и вела частично древесный образ жизни. Первоначально Люси не была выделена в отдельный вид и считалась ранней разновидностью австралопитека африканского. Только после новых находок, включая хорошо сохранившиеся черепа, было установлено, что отличия Люси от австралопитека африканского выходят за пределы одного вида.
Джохансон совместно с журналистом Мейтлендом Иди был в 1982 награждён американской национальной литературной премией в области науки за книгу «Lucy: The Beginnings of Humankind», где в популярной форме рассказывается об истории открытия и исследования Люси.

### «Первое семейство»
В 1975 году в Хадаре на участке AL 333 Джохансон сделал ещё одну выдающуюся находку, обнаружив более 200 фрагментов костных останков группы австралопитеков, получивших в дальнейшем название «Первое семейство». Считается, что останки принадлежат как минимум 13 особям вида Австралопитек афарский возрастом около 3,2 млн лет.